# Carolina Valencia
Carolina Valencia (* 8. Februar 1985) ist eine mexikanische Gewichtheberin.

## Karriere
Valencia war 2005 Junioren-Vize-Weltmeister. Bei den Aktiven belegte sie bei den Weltmeisterschaften im selben Jahr den 14. Platz in der Klasse bis 48 kg. 2006 gewann sie bei den Zentralamerika- und Karibikspielen die Goldmedaille und erreichte bei den Weltmeisterschaften den elften Platz. Bei den Panamerikanischen Spielen 2007 konnte Valencia Gold gewinnen. 2009 gewann sie den Titel bei den Panamerikanischen Meisterschaften und wurde Achte bei den Weltmeisterschaften.
Bei den Panamerikanischen Meisterschaften 2010 verteidigte sie ihren Titel und bei den Weltmeisterschaften 2010 war sie Zehnte. 2012 und 2013 gewann Valencia jeweils Silber bei den Panamerikanischen Meisterschaften. Bei den Weltmeisterschaften 2013 war sie Dritte. Allerdings wurde ihre die Bronzemedaille wieder aberkannt, weil sie bei der Dopingkontrolle positiv auf Stanozolol und Dehydrochlormethyltestosteron getestet wurde.